# And Then It Happened
And Then It Happened è un cortometraggio muto del 1915 diretto da Norval MacGregor. Prodotto da William Nicholas Selig, di genere comico, fu sceneggiato da William E. Wing.

## Trama
Spiff Beekins è proprietario di un ristorante ma le cose non vanno granché bene. Quando trova due compratori, Lee e John, ansiosi di lanciarsi nell'affare, pensa di imbrogliarli e si mette d'accordo con gli operai di una fabbrica ai quali offre un pasto gratuito. La grande ressa provocata dal quel pranzo gratis darà l'impressione che gli affari vadano alla grande, convincendo definitivamente i due acquirenti a fare il grande passo. I due, in realtà, non capiscono niente di ristorazione e si scontrano subito con quel difficile mestiere. Uno dei due, si mette alla cassa, combinando dei disastri. Il cassiere di Beekins, un giorno apre il registratore di cassa e, scorrendo le cifre, vede che, apparentemente, sono stati fatti dei grossi incassi. Intanto gli operai della fabbrica, pensando di fare un favore a Beekins, distruggono tutto il mobilio. Lee e John, spaventati, prendono la fuga e incontrano l'ex proprietario che, credendo di fare un affare, ingannato dal resoconto del suo cassiere, ricompra il ristorante. Quando però vi ritorna, trova quel poco che è rimasto della struttura originaria ormai completamente sfasciata.

## Produzione
Il film fu prodotto dalla Selig Polyscope Company.

## Distribuzione
Distribuito dalla General Film Company, il film - un cortometraggio in una bobina - uscì nelle sale cinematografiche statunitensi il 12 marzo 1915.